# Ibrahim Al-Nabulsi
Ibrahim Alaa Izzat Al-Nabulsi, surnommé Abou Fathi (13 octobre 2003 - 9 août 2022) est un chef militaire palestinien et un dirigeant des Brigades des martyrs d'Al-Aqsa au cours de l'année 2022. Il joue un rôle majeur dans un certain nombre d'opérations visant l'armée israélienne et est inscrit sur la liste des personnes les plus recherchées de Tel-Aviv. Al-Nabulsi est tué par les forces israéliennes lorsqu'un obus est tiré sur la maison dans laquelle il se terrait, dans sa ville natale, Naplouse. Un de ses compagnons meurt également dans l'attaque.

## Biographie

### Débuts
Ibrahim Alaa Ezzat Al-Nabulsi naît à Naplouse le 13 octobre 2003,.

### Carrière
À un certain moment[Quand ?], Nabulsi  rejoint l'une des ailes militaires du mouvement Fatah et, au fil des années, il est devenu un chef de file et un commandant de terrain éminent du mouvement des Brigades des martyrs d'Al-Aqsa, qui, avec d'autres bataillons, est considéré comme le bras militaire du mouvement Fatah.

### Poursuite israélienne
En tant que commandant sur le terrain des Brigades des Martyrs d'Al-Aqsa, Al-Nabulsi a indirectement dirigé un certain nombre d'opérations contre Tsahal, ce qui en a fait l'une des personnes les plus recherchées de Tel-Aviv. Israël a commencé à le poursuivre pendant plusieurs mois et l'a considéré comme l'homme le plus recherché de la ville de Naplouse. Israël tente de l'assassiner à la fin de juillet 2022, maissurvit à la tentative d'assassinat, bien que deux de ses camarades des Brigades sont tués dans l'opération. Auparavant, les forces israéliennes avaient assassiné en février de la même année une personne de la cellule à laquelle il appartenait, mais il n'était pas dans le véhicule à ce moment-là.

## Assassinat
Le soir du 9 août 2022, les forces d'occupation israéliennes lancent une attaque contre la ville de Naplouse, entraînant des affrontements avec les habitants de la ville. Au cours de ces premiers affrontements, un total de 14 Palestiniens ont été blessés, selon des sources médicales affiliées au ministère palestinien de la Santé. Les combats se sont intensifiés lorsque les forces israéliennes ont bombardé une maison dans le cadre d'une opération militaire visant le commandant des brigades des martyrs d'Al-Aqsa, selon le communiqué de l'armée israélienne.

« Je vais mourir en martyr aujourd'hui (…) Je t'aime maman (…) Protégez la patrie après moi (…) Je suis encerclé et je vais mourir en martyr (…) Et je vous recommande, les jeunes, de ne pas abandonner la lutte,. »

— Ibrahim Al-Nabulsi lors d'un appel téléphonique avec sa mère avant d'être tué par les forces d'occupation israéliennes
Plus d'une demi-heure après l'occupation de Naplouse, les médias israéliens annoncent la mort d'Ibrahim al-Nabulsi, commandant des Brigades des martyrs d'Al-Aqsa du mouvement Fatah, tandis que les affrontements se poursuivent dans la ville voisine. L'armée israélienne a commencé à se retirer de Naplouse, avec des informations provenant de sources israéliennes indiquant que l'armée avait tué deux Palestiniens au cours de l'opération, dont l'un était un commandant des Brigades des martyrs d'Al-Aqsa.
Le Croissant-Rouge palestinien rapporte que 32 personnes ont été blessées dans la vieille ville, dont 4 gravement par balles réelles, alors que le ministère palestinien de la Santé publie dans un communiqué que « 3 Palestiniens ont été tués à Naplouse, il s'agit d'Ibrahim al-Nabulsi, d'Islam Sabouh et Hussein Jamal Taha, qui étaient des chefs des brigades des martyrs d'Al-Aqsa ». Pendant ce temps, le ministre israélien de la Sécurité intérieure tient une conférence de presse, déclarant : « Nous poursuivons notre initiative visant à cibler tout terroriste », ajoutant : « Comme nous l'avons fait à Gaza récemment et à Naplouse aujourd'hui, nous continuerons de cette manière à tout moment et en tout lieu ».
Son assassinat est survenu quelques heures après qu'Israël a assassiné à la fois Tayseer al-Jabari et Khaled Mansour, respectivement commandants des régions nord et sud des brigades Al-Qods.